# Kaptajnens skygge – Christopher Juul-Jensen
Kaptajnens skygge – Christopher Juul-Jensen er en dansk portrætfilm fra 2019 instrueret af Daniel Dencik.

## Handling
Christopher Juul-Jensen fortæller om arbejdet som en af verdens mest værdifulde hjælperyttere og om, hvordan det påvirker psyken at være castet til rollen som butler og taber. En situation, han blandt andet håndterer ved at skrive digte, om hvilke Jørgen Leth i filmen siger "Er du sindssyg, det er godt".